# Conqueror (Band-Maid)
Conqueror è il sesto album in studio del gruppo musicale femminile giapponese Band-Maid, pubblicato nel 2019.

## Tracce
1. Page – 4:17
2. Glory – 3:39
3. Liberal – 3:14
4. Endless Story – 3:44
5. Mirage – 3:57
6. At the Drop of a Hat – 4:19
7. Wonderland – 3:55
8. Azure – 2:49
9. Dilemma – 3:36
10. Bubble – 3:46
11. The Dragon Cries – 3:55
12. Flying High – 3:42
13. Catharsis (カタルシス) – 3:18
14. Blooming – 3:49
15. Reincarnation (Rinne, 輪廻) – 3:27

## Formazione
- Saiki Atsumi – voce
- Miku Kobato – chitarra, voce
- Kanami Tōno – chitarra
- Misa – basso
- Akane Hirose – batteria